# Винко Мариновић
Винко Мариновић (Беч, 3. март 1971) српски и босанскохерцеговачки фудбалски тренер. Био је успешан фудбалер, у каријери наступао за Борац из Бања Луке и Црвену звезду. Тренутно је први тренер Борца из Бања Луке.

## Каријера
Рођен је у Бечу у Аустрији, али се у раној младости са родитељима преселио у Градишку. Фудбал је почео да игра у екипи Козаре из Градишке, у којој је дебитовао за први тим. Потом је прешао у Борац из Бања Луке за који је наступао током Одбрамбено-отаџбинског рата. Затим је од 1995. до 1999. године играо за београдску Црвену звезду са којом је постао првак државе и освојио три национална купа, а памти се његов гол против шкотског Хартса 1996. године у Купу победника купова. У иностранству је наступао за белгијски тим Бершот.
Играо је 1998. године за репрезентацију СР Југославије у пријатељској утакмици против Израела.
Каријеру као играч је окончао у матичном клубу Козари из Градишке.
Завршио је Вишу тренерску школу у Београду. Мариновић је као тренер, поред Козаре, водио екипе Колубарe и Борцa из Бања Луке. Потом 2016. године предводио је мостарски Зрињски до победе у првенству Босне и Херцеговине.
Од 2017. до 2019. године био је селектор омладинске селекције Босне и Херцеговине (до 21 године). У децембру 2019. године постављен је на место главног тренера фудбалског клуба Сарајево.
У августу 2022. преузео је први тим Борца из Бања Луке. У његовом стручном штабу су Данимир Милкановић, Борис Распудић, Чедомир Ћулум, Стефан Пуповац и тренер голмана Синиша Мркобрада.

## Приватно
Ожењен је Клаудијом Мариновић, са којом има две кћерке, Кристину и Реу.

## Трофеји

### Играч
Борац Бања Лука
- Митропа куп: 1992.[11]
- Куп Републике Српске: 1995.

Црвена звезда
- Прва лига СР Југославије: 1994/95.
- Куп СР Југославије: 1995, 1996, 1997.

Лакташи
- Прва лига Републике Српске: 2006/07.

### Тренер
Козара Градишка
- Прва лига Републике Српске: 2010/11.

Зрињски Мостар
- Премијер лига БиХ: 2015/16.

Сарајево
- Премијер лига БиХ: 2019/20.

Борац Бања Лука
- Премијер лига БиХ: 2023/24.

Индивидуалне награде
- Најбољи тренер Премијер лиге БиХ: 2015/16.